# Eriocheir
Eriocheir (лат.) — род морских ракообразных из семейства Varunidae инфраотряда крабов. Могут жить в морской, солоноватой и пресной воде.
Длина карапакса от 5,84 (Eriocheir hepuensis) до 7,5 (Eriocheir sinensis) см. Природный ареал рода расположен на северо-западе Тихого океана. Встречаются на глубинах от 0 до 25 м. Обитают в субтропических и умеренных водах. Донные ракообразные. Живут в пресной воде, уходя в море для размножения.
Eriocheir sinensis в 1912 году был случайно завезён с балластными водами в Европу из Китая. Расселился, особенно по долинам рек Эльбы и Везера. В настоящее время его ареал простирается от Германии и Франции до Голландии, Бельгии, Швеции, Финляндии, Португалии и Польши. Завезён в Северную Америку. Опасный инвазивный вид.
Известны естественный гибриды между видами Eriocheir sinensis и Eriocheir japonica.

## Систематика
По данным World Register of Marine Species, на март 2025 года в род включают 4 вида:
- Eriocheir hepuensis Dai, 1991
- Eriocheir japonica (De Haan, 1835)
- Eriocheir ogasawaraensis Komai in Komai, Yamasaki, Kobayashi, Yamamoto & Watanabe, 2006
- Eriocheir sinensis H. Milne Edwards, 1853